# County Cricket Ground (Derby)
 (mai 2018).
Si vous disposez d'ouvrages ou d'articles de référence ou si vous connaissez des sites web de qualité traitant du thème abordé ici, merci de compléter l'article en donnant les références utiles à sa vérifiabilité et en les liant à la section « Notes et références ».
Le County Cricket Ground (généralement raccourci au County Ground, également connu comme le Racecourse Ground et actuellement  Incora County Ground en raison d'un parrainage) est un terrain de cricket à Derby, en Angleterre.

## Histoire
Le terrain a d'abord été utilisé par le Sud-Derbyshire Cricket Club en 1863. C'est le foyer du Derbyshire County Cricket Club depuis 1871.
Il a également été occupé à partir de 1884 par le Derby County FC jusqu'à leur déménagement vers le Baseball Ground en 1895.
Il a accueilli aussi la première finale à rejouer de la FA Cup à l'extérieur de Londres en 1886, lorsque Blackburn Rovers FC a battu West Bromwich Albion FC sur le score de 2-0.
L'Angleterre a joué un match international en battant l'Irlande 9-0 dans le British Home Championship , le 9 Mars 1895.
Le terrain a mis en scène deux One-day International: la Nouvelle-Zélande contre le Sri Lanka au cours de la Coupe du monde de cricket de 1983 et la Nouvelle-Zélande contre le Pakistan lors de la Coupe du Monde 1999. Il a été l'un des lieux de la Coupe du monde de cricket féminin de 2017.

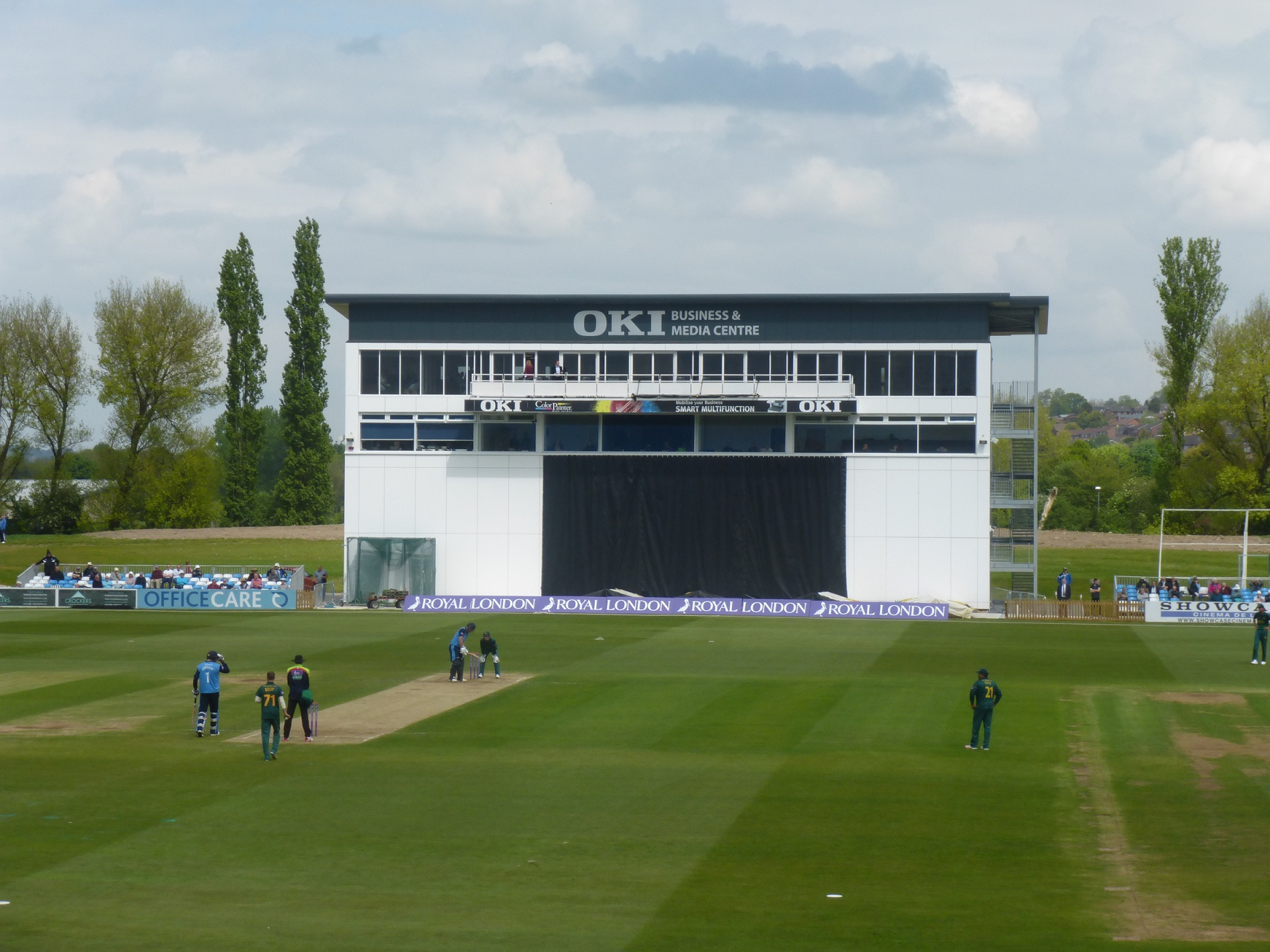
Le nouveau centre des médias - Mai 2017.

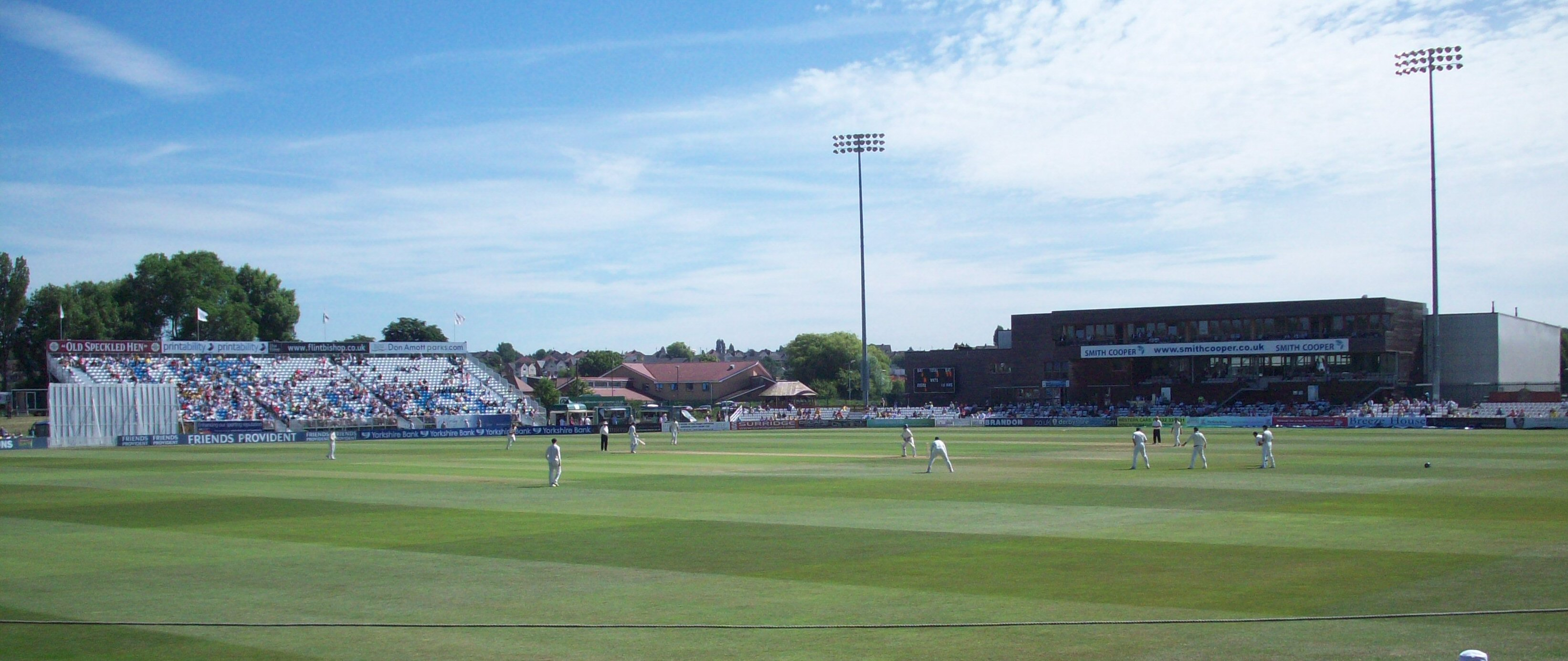
Derbyshire - Australie en juillet 2010.

- Liste des finales de la Coupe d'Angleterre de football: 1886 (match d'appui).